# Bitva u Nekmíře
Bitva u Nekmíře se odehrála na blíže neurčitém místě v lokalitě poblíž tvrze Nekmíř, vzdálené asi sedmnáct kilometrů severozápadně od Plzně. Nepočetný husitský oddíl Jana Žižky z Trocnova zde v posledních dnech roku 1419 nebo začátkem ledna 1420 porazil výrazně silnější vojsko krajského landfrýdu pod velením Bohuslava ze Švamberka. V bitvě došlo k prvnímu doloženému použití vozové hradby za éry husitských válek.

## Předehra
Dne 13. listopadu 1419 bylo uzavřeno příměří, které na téměř půl roku ukončilo boje kališnické a katolické strany uvnitř a v okolí české metropole. Část venkovských radikálů, nespokojených s kolísavou politikou pražské radnice, v čele s Břeňkem Švihovským z Rýzmburka, bratry Kunešem a Chvalem z Machovic, Valkounem z Adlaru a Janem Žižkou, nebyla ochotná tuto smlouvu akceptovat a odcestovala do působiště kněze Korandy, centra husitského hnutí, Plzně. Z tohoto města posléze vedli boj proti západočeským feudálům organizovaným do krajského landfrýdu vedeného Bohuslavem ze Švamberka a podnikali výpady proti drobným základnám nepřítele v širším okolí. Kvalitní zbraně k těmto akcím, při nichž byla dobyta řada panských fortifikací, získali z plzeňské zbrojnice. Post vojenského velitele města patrně zastával trocnovský zeman Jan Žižka, jehož jméno je spojeno i s výpadem proti tvrzi Nekmíř, jejíž majitel Hynek z Nekmíře byl jedním z aktivních členů landfrýdu.

## Bitva
Jediné známé informace o bitvě pocházejí ze starších textů Starých letopisů českých, z nichž je považován za nejspolehlivější rukopis E, jenž pochází z poloviny 15. století. Historik František Palacký se domníval, že předlohou pro tento záznam byla ztracená Kronika Matyáše Loudy z Chlumčan († 1460), který byl v době události přítomen v Plzni.
| „                             | Když jednou Žižka vytáhl z Plzně k Nekměři s necelými třemi sty pěších a sedmi vozy, na kterých vezl zařízení k boření zdí (hady), dostihl ho na cestě pan Bohuslav, který měl přes dva tisíce jízdných i pěších. A tak zaútočil na Žižku s jízdním houfem a myslel, že je všechny na hlavu potře. Ale Žižka odrazil ho od vozů a zabil Hynka z Nekměře. Pak táhl dál svou cestou a tu noc pobořil tři opevněné tvrze. | “ |
| — Ze starých letopisů českých | |   |

 Z těchto vět je patrné, že na straně landfrýdu se boje účastnila pouze jízda, která tvořila první útočný sled. Pěchota do boje pravděpodobně nezasáhla a ustoupila spolu s odraženými šlechtici. Vzhledem k tomu, že husité po bitvě pokračovali v nájezdu a nebyli znova napadeni, se někteří historici domnívají, že ztráty mezi muži Bohuslava ze Švamberka byly značné. O tom jakou vozovou formaci Jan Žižka pro defenzivní účely zvolil, se opět lze jen dohadovat. Pravděpodobně neměl dost vozů na uzavřený kruh, dá se tedy uvažovat o půlkruhu.

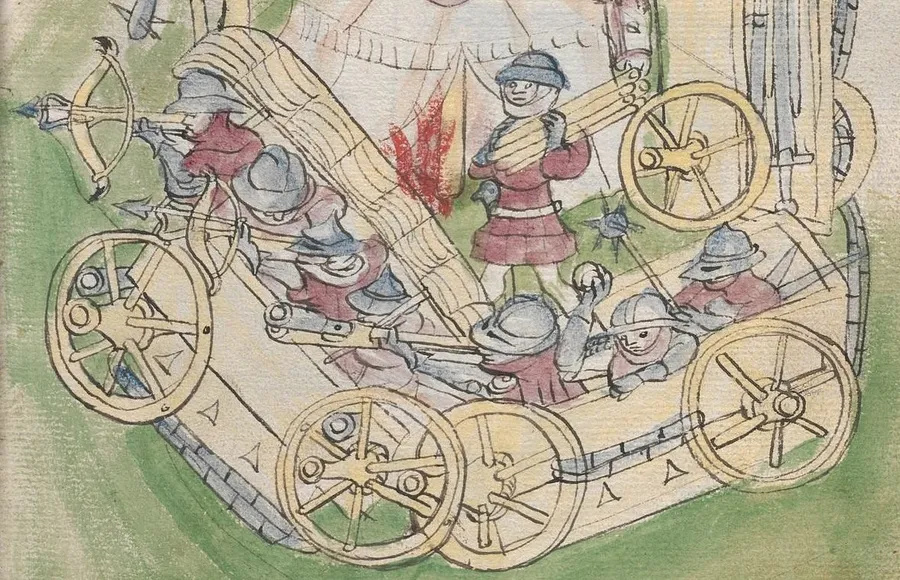
Vozová hradba husitů, výjev z 15. století

## Důsledky
Po bitvě u Nekmíře muže plzeňského landfrýdu posílily oddíly Václava z Dubé, podkomořího krále Zikmunda. Obě královská vojska posléze oblehla Plzeň, a po dobu několika dalších měsíců docházelo ke krvavým srážkám, které nepřinesly výhodu ani jedné straně. Samotní husité však byli v určité nevýhodě, neboť byli nuceni čelit vnějšímu i vnitřnímu nepříteli. Nejenže město již v polovině března svíralo několik narychlo vybudovaných bašt, ale příslušníci místní katolické a německé opozice začali proti nim opevňovat své domy. Pod tlakem okolností tedy nakonec přistoupili na návrhy pražských vyjednavačů a uzavřeli s královskými dohodu, jež měla zaručit obyvatelům Plzně svobodu přijímání z kalicha a možnost volného odchodu. Pravděpodobně 23. března vyrazilo přibližně 400 pěších (včetně žen a dětí) s dvanácti vozy a devíti jezdci k nově vznikajícímu Hradišti na hoře Tábor, nicméně smlouva, kterou jim královská strana zaručila podmínky kapitulace, nebyla dodržena. Postupující kolona byla o dva dny později napadena u Sudoměře silnými oddíly landfrýdu a feudálů operujících v píseckém kraji, a jen díky opětovnému použití vozové hradby a správné volbě terénu si husité vynutili cestu k vytčenému cíli.